# Mologa (flod)
Mologa [malå-] (ryska: Молога) är en biflod från vänster till Volga, upprinner i ryska guvernementet Tver och mynnar ut i Volga i Rybinskreservoaren, där Volga når sin nordligaste punkt. 
Mologa är omkring 600 km lång och till stor del segelbar. Den fryser sent i oktober-tidigt i december och ligger under is till april-tidigt i maj.